# Keasel Broome
Keasel Broome est un footballeur international barbadien né le 18 septembre 1991 à Clayton dans la Delaware aux États-Unis. Il évolue au poste de gardien de but avec les Hotspurs de Pittsburgh en NPSL et la sélection de la Barbade.

## Biographie
Keasel Broome est repêché au 3e tours de la MLS SuperDraft 2015 par les Earthquakes de San José mais ne se voit pas proposer de contrat par le club californien.

## Palmarès
- Vainqueur du Soccer Bowl en 2015 avec les New York Cosmos